# Hubert Granier
 (avril 2017).
Si vous disposez d'ouvrages ou d'articles de référence ou si vous connaissez des sites web de qualité traitant du thème abordé ici, merci de compléter l'article en donnant les références utiles à sa vérifiabilité et en les liant à la section « Notes et références ».
Pour les articles homonymes, voir Granier.
Hubert Jean Marie Granier ou amiral Granier est un contre-amiral (2e s) et historien français, né le 17 avril 1932 à Rennes et mort le 12 juillet 2020 à Brest.

## Biographie

### Études
Il est au Collège de l'Immaculée conception de Pau puis le Collège Saint-Vincent de Rennes et intègre le Prytanée Militaire de La Flèche.

### Diplômes
Il a un diplôme d'ingénieur de l'École Navale et est titulaire d'un doctorat d'histoire à l'Université de Paris-Sorbonne. Il a écrit sa thèse de doctorat sur la période de la décolonisation.

### Carrière
- En 1950, il s'engage dans la Marine nationale.
- En 1952 et 1953, il fait l'École d'application navale sur La Jeanne d'Arc.
- De 1953 à 1955, il fait la Guerre d'Indochine (Cambodge) à bord de l'aviso Francis Garnier.
- En 1956 et 1957, il fait l'École des officiers de transmission.
- De 1957 à 1959, il sert à la Base aéronavale de Lanvéoc Poulmic où il est Lieutenant de vaisseau (1958).
- De 1959 à 1961, il opère sur l'escorteur d'escadre Guepratte
- De 1961 à 1963, il est instructeur à l'École navale.
- De 1963 à 1965, il est officier en second sur l'aviso escorteur Enseigne de vaisseau Henry.
- De 1965 à 1967, il passe Capitaine de corvette et est en poste à l'École Supérieure de Guerre Navale.
- De 1967 à 1969, il commande l'escorteur rapide Le Champenois.
- De 1969 à 1971, il est en poste à l'état-major de l'Escadre de l'Atlantique.
- En 1971, il passe Capitaine de frégate.
- De 1971 à 1974, il est Chef d'état-major du Groupe Naval d'Éssais et de Mesures[3].
- De 1974 à 1976, il commande l'escorteur d'escadre Maillé Breze.
- De 1976 à 1979, il passe Capitaine de Vaisseau (1977) et il travaille comme commandant en second du Centre d'instruction naval de Brest.
- De 1979 à 1981, il commande la frégate Le Dupleix.
- De 1981 à 1984, il est en poste à la Préfecture de la 2e Région maritime.
- En 1986, il est Major-général du port de Brest.
- En 1988, il quitte le service actif.

### Décorations
- Officier de la Légion d'honneur
- Officier de l'ordre national du Mérite
- Croix de guerre des Théâtres d'opérations extérieurs

## Ouvrages
Il est notamment l'auteur d'une Histoire des marins français en cinq volumes (publiée chez Marines Éditions) et d'une série de portraits des grands marins de France dont voici la liste (à compléter?).
- 1989  Marins de France au combat, marins illustres (1610-1745). Édition Ouest-France et de la cité.
- 1990 Marins de France, conquérant d'Empires (1400-1800). Édition Ouest-France ENOM.
- 1991 Marins de France, conquérants d'Empires XIXe – XXe siècles. Édition Ouest-France ENOM.
- 1992 L'Amiral de Ruyter au combat. Économica.
- 1993 Marins français au combat (1200-1610) France Empire.
- Marins de France au combat : 1715-1789, Éd. France-Empire, 1995 (ISBN 9782704807581)

## Source
- Biographie jusqu'en 1986 dans : Who's who in France 1989-1990 (21e édition). Éditions Jacques Lafitte S.A.  (ISBN 2-85784-024-1), GRANIER (Hubert Jean Marie) page 780